# Addicted (2014)
Addicted (bra: A Vida Secreta de Zoe) é um filme de drama de suspense erótico estadunidense de 2014 dirigido por Bille Woodruff a partir de um roteiro de Christina Welsh e Ernie Barbarash, baseado no romance de Zane de mesmo nome. É estrelado por Sharon Leal, Boris Kodjoe, Tasha Smith, Tyson Beckford, Emayatzy Corinealdi e William Levy. O filme foi lançado nos Estados Unidos em 10 de outubro de 2014, pela Lionsgate.

## Enredo
Zoe Reynard (Sharon Leal) tem uma vida perfeita com seu marido Jason (Boris Kodjoe) e dois filhos, e é a CEO de sua própria empresa que assina e desenvolve aspirantes a artistas. Uma noite, ela vai a uma mostra de arte de Quinton Canosa (William Levy); os dois se encontram e compartilham algum flerte. Zoe depois visita seu apartamento para discutir um contrato, e os dois acabam fazendo sexo.
Zoe sente uma culpa imensa e tenta acabar com Quinton; eles se separam regularmente, mas sempre inevitavelmente acabam voltando. Em uma ocasião específica, quando Zoe vai voltar com Quinton, ela o encontra fazendo sexo com sua vizinha.
Ao longo do filme, Zoe está contando essa história como um flashback para sua psicoterapeuta, Dra. Marcella Spencer (Tasha Smith), que após diagnosticá-la com dependência sexual, presume que pode ter sido algo do passado de Zoe que continua voltando para assombrá-la e a pressiona a confessar. No entanto, cada vez que sua psicoterapeuta pergunta, Zoe evita a pergunta e sai.
O vício de Zoe começa a dominar sua vida; ela logo começa a dormir com um segundo homem, Corey (Tyson Beckford), que ela conheceu em um clube. Um dia, quando ela chega em casa do trabalho, ela encontra Corey em sua casa conversando com sua mãe. Vendo o perigo em que colocou sua família, Zoe decide que quer tentar consertar seu casamento com Jason. Ela convida Corey e Quinton para encontrá-la no apartamento de Quinton e termina com os dois.
Corey fica com raiva e ataca ela, mas Quinton o bloqueia. Enquanto Corey sai, Quinton o nocauteia com um vaso. Zoe fica com medo de Quinton e tenta acalmá-lo; Quinton avisa que ela não vai deixá-lo. Assustada, Zoe empurra obras de arte de vidro entre eles, quebrando-os em pedaços. Ela então se esconde de Quinton, que a está perseguindo com uma faca. De repente, Jason aparece e quebra uma escultura na cabeça de Quinton.
Zoe corre atrás de Jason, desculpando-se profusamente, mas ele a rejeita. Em desespero, Zoe caminha na frente do carro, se machucando. Os dois se separam e Jason fica em um hotel. Zoe se torna uma reclusa, mas logo vai para uma sessão de terapia em grupo para dependência sexual. É descoberto que a raiz do vício de Zoe foi por causa de um estupro cometido por três meninos quando ela tinha 10 anos. Na sessão, ela fala de seu profundo amor pelo marido e Jason entra, a beija e a aceita de volta.[carece de fontes?]

## Elenco
- Sharon Leal como Zoe Reynard, proprietária da Zoe & Co., uma agência de marketing de artistas
- Boris Kodjoe como Jason Reynard, marido de Zoe e arquiteto
- William Levy como Quinton Canosa, um artista que se torna amante de Zoe
- Brandon Gonzales como Tony
- Tyson Beckford como Corey, um dos amantes de Zoe
- Katerina Graham como Diamond, a outra amante de Quinton
- Tasha Smith como Dra. Marcella Spencer, psicoterapeuta especializada em dependência sexual
- Maria Howell como Nina, a mãe de Zoe
- Garrett Hines como Benny
- Emayatzy Corinealdi como Brina, assistente e melhor amiga de Zoe
- Hunter Burke como Shane
- Cameron Mills como Zoe de 10 anos
- Daniel O'Callaghan como empresário gordinho
- Landon Runion como Peter Reynard, filho de Zoe
- Lauren Marquez como Kayla Reynard, filha de Zoe
- John Newberg como Balthazar Crayne
- Paul Hall como Marley
- Omar Mughal como um homem bonito

## Produção
A fotografia principal começou em novembro de 2012 em Atlanta e arredores.

## Recepção
Addicted recebeu críticas amplamente negativas dos críticos de cinema. No Rotten Tomatoes, o filme tem uma classificação de 7%, com base em 14 críticas, com uma classificação média de 3.05/10. No Metacritic, o filme tem uma pontuação de 32 em 100, com base em 9 críticos, indicando "críticas geralmente desfavoráveis".